# 洲原村
洲原村（すはらむら）は、かつて岐阜県武儀郡にあった村である。
現在の美濃市の北東部、長良川沿いの村である。

## 歴史
- 江戸時代末期、この地域は尾張藩領であった。
- 1889年（明治22年）7月1日 - 須原村、立花村、上河和村、下河和村、保木脇村が合併し、洲原谷村となる。
- 1891年（明治24年）9月24日 - 洲原村に改称。
- 1954年（昭和29年）4月1日 - 美濃町、下牧村、上牧村、大矢田村、藍見村、中有知村と合併し美濃市が発足。同日洲原村廃止。

## 交通機関
- 国鉄越美南線
  - 美濃洲原駅・板取口駅[1]

## 教育
- 洲原村立洲原小学校 （2004年に美濃市立美濃小学校に統合）
- 洲原村立立花小学校 （2004年に美濃市立美濃小学校に統合）
- 洲原村立洲原中学校 （1959年に美濃市立美濃第一中学校に統合。現・美濃市立美濃中学校）

## 神社・仏閣
- 洲原神社
- 立花神社
- 曹渓寺（宝生観音）
- 鹿苑寺